# ЖОК Партизан
ЖОК Партизан је одбојкашки клуб из Београда и део је ЈСД Партизан. Првобитно је основан 1946. године, али је угашен 1972. године. Поново је активиран 2016. године. Такмичи се у Суперлиги Србије.

## Историја

### Партизан (1946—1972)
Женски одбојкаши клуб Партизан основан је 1946. године. Клуб се такмичио до 1972. године када је угашен. За то време одбојкашице Партизана су освојиле осам пута Првенство Југославије (1952, 1955, 1956, 1957, 1958, 1960, 1961, 1968) и два Купа (1959, 1960). Клуб се није такмичио више од четири деценије.

### Партизан Визура
На крају сезоне 2012/13, донета је одлука о фузионисању Визуре и Партизана и одлучено је да у сезони 2013/14. клуб носи име Партизан Визура. Уговор су потписали председник мушке екипе Партизана Ненад Голијанин и председник Визуре Зоран Радојичић. Одлучено је да клуб постане део Спортског друштва Партизан (ЈСД Партизан), да седиште буде у Хумској и да одбојкашице носе црно-беле дресове.
На почетку сезоне за тренера је доведен некадашњи тренер Јединства и Поштара Дарко Закоч. Већ после првог званичног меча под овим именом клуб је освојио први трофеј. У мечу Суперкупа, Партизан Визура је победио Црвену звезду са 3:0. Као круна сезоне стигло је освајање шампионске титуле након тријумфа над вечитим ривалом Црвеном звездом у финалу плеј-офа и то са 3:0 у победама. Била је ово прва шампионска титула за Визуру али се истовремено рачунала и као 9. титула за црно-беле пошто је клуб тада био члан ЈСД Партизан.
Након годину дана сарадње, Визура је поново вратила своје старо име али је у лиги шампиона наступала под именом Партизан Визура.

### Нови почетак
Током лета 2016. године управа ОК Партизан на челу са потпредседником клуба Жељком Танасковићем је одлучила да поново покрене женску екипу. Обновљени ЖОК Партизан је постао пуноправни члан ЈСД Партизан, са свим млађим категоријама, док је први тим морао да стартује од најнижег ранга такмичења. Екипа предвођена некадашњим одбојкашем Партизана Иваном Стељићем освојила је прво место у општинској лиги без иједног пораза.
Након одустајања НД Зрењанина из Суперлиге Србије остало је упражњено место. Понуду за попуну лиге послали су Партизан, Једниство из Ужица и Раднички из Београда. Партизан је победио и од сезоне 2017/18 такмичиће се у највишем степену такмичења.

## Успеси
| Такмичење                 | Такмичење                | Број                     | Година                                                            |                          |                          |
| Национално првенство — 9  | Национално првенство — 9 | Национално првенство — 9 | Национално првенство — 9                                          | Национално првенство — 9 | Национално првенство — 9 |
| ------------------------- | ------------------------ | ------------------------ | ----------------------------------------------------------------- | ------------------------ | ------------------------ |
| Првенство СФР Југославије | Првак                    | 8                        | 1952, 1955, 1956, 1957, 1958, 1960, 1961, 1967/68.                |                          |                          |
| Првенство СФР Југославије | Други                    | 10                       | 1953, 1959, 1962, 1963, 1964, 1965, 1966, 1967, 1968/69, 1969/70. |                          |                          |
| Првенство Србије          | Првак                    | 1                        | 2013/14.                                                          |                          |                          |
| Првенство Србије          | Други                    | 0                        | /                                                                 |                          |                          |
| Национални куп — 2        |                          |                          |                                                                   |                          |                          |
| Куп СФР Југославије       | Победник                 | 2                        | 1959, 1960.                                                       |                          |                          |
| Куп СФР Југославије       | Финалиста                | 2                        | 1960/61, 1961,                                                    |                          |                          |
| Куп Србије                | Победник                 | 0                        | /                                                                 |                          |                          |
| Куп Србије                | Финалиста                | 1                        | 2013/14.                                                          |                          |                          |
| Национални суперкуп — 1   |                          |                          |                                                                   |                          |                          |
| Суперкуп Србије           | Победник                 | 1                        | 2013.                                                             |                          |                          |
| Суперкуп Србије           | Финалиста                | 0                        | /                                                                 |                          |                          |

## Тренутни састав
Тим ЖОК Партизан 2018/19, на званичном сајту савеза:
| Број | Име и презиме             | Позиција       |
| 1    | Александра Георгиева      | примач сервиса |
| 2    | Јелена Вујковић           | либеро         |
| 3    | Мина Драговић             | средњи блокер  |
| 4    | Душанка Карић - Биберовић | примач сервиса |
| 6    | Ана Дробњак               | средњи блокер  |
| 8    | Миња Вучковић             | примач сервиса |
| 9    | Јована Ћирковић           | примач сервиса |
| 10   | Јелена Медаревић          | техничар       |
| 11   | Милена Спремо             | средњи блокер  |
| 12   | Милица Кубура             | коректор       |
| 14   | Александра Михајловић     | средњи блокер  |
| 15   | Мила Коцић                | либеро         |
| 16   | Андријана Шејат           | примач сервиса |
| 17   | Тамара Игњић              | примач сервиса |
| 19   | Ана Марија Јоњев          | техничар       |
| 20   | Драгана Стевановић        | техничар       |

Тренер: Иван Стељић
Помоћни тренери: Срећко Маловић, Данило Стокућа и Сања Јањушевић
Кондициони тренер: Немања Тодоровић

## Познате играчице
| - Наташа Луковић - Штефанија Милошев - Мирјана Ристић - Даница Глумац - Бранка Милошевић - Поповић - Мара Нешић - Славка Главан - Гордана Ткачук - Стојмировић - Огњенка Милићевић - Стана Брдаревић - Гордана Радаковић - Нена Шешлија - Десанка Кончар - Љиљана Стојмировић - Љубинка Глишин - Радојка Белић - Гроздановић - Љубица Глишић - Сања Узелац - Данијела Стојановић - Ана Јакшић - Олга Раонић - Ерцег - Бојана Сурла - Надица Драгутиновић | - Милица Стојадиновић - Вида Николић - Поповић - Мирјана Ристић - Николић - Љубица Жакула - Љиљана Лазаревић - Ксенија Лалевић - Милена Симић - Сека Јовановић - Мирјана Деспотовић - Наталија Којовић - Милка Мандић - Весна Сикимић - Павлина Толић - Мирјана Рајачић - Ружица Шабан - Снежана Радојчић - Дарка Поповић - Ивана Новокмет - Вања Матић - Катарина Рајковић - Катарина Раичевић - Маја Трајковић - Александра Петровић |

## Познати тренери
- Сава Гроздановић
- Љубомир Аћимовић
- Марко Павловић
- Милица Стојадиновић
- Даница Глумац
- Дарко Закоч